# Sanguo Zhi
Sanguo Zhi lub Kronika Trzech Królestw (chiń. upr. 三国志; chiń. trad. 三國志; pinyin Sānguó Zhì) – chińska kronika z III wieku, opisująca epokę Trzech Królestw w Chinach, zaliczana do oficjalnego zbioru Dwudziestu czterech historii. Na jej podstawie w XIV w. powstała wielka powieść historyczna Opowieści o Trzech Królestwach.
Napisana w klasycznym języku chińskim kronika, autorstwa Chen Shou (233–297), należy do największych dzieł wczesnej historiografii chińskiej i wraz z Shiji, Han Shu i Hou Han Shu tworzy zestaw tzw. Czterech Historii. Tekst liczy ok. 300 tys. znaków chińskich i jest podzielony na 65 ksiąg (juan). Jednym z celów Chen Shou było rozróżnienie między legalnymi następcami dynastii Han a uzurpatorami.
Podobnie jak Zapiski Historyka (Shiji), dzieli się na annały i biografie, jest jednak dziełem przede wszystkim biograficznym. Zawiera ułożone historycznie życiorysy ponad 500 ważnych postaci tego okresu, zwracając uwagę na takie szczegóły, jak ich wczesne dzieciństwo czy wykształcenie. Biografie służą do ukazania dziejów nie tylko ich bohaterów, ale także wydarzeń burzliwej historii konfliktów między Wei, Wu i Shu Han. Przykładowo, biografia Zhao Yuna, generała z Shu, opisuje cały przebieg jego kampanii przeciwko wojskom Wei, a także przyczyny, dla których otrzymał pośmiertny tytuł honorowy, oraz krótkie notki o jego synach.
Kronika zazwyczaj wydawana jest z komentarzem, autorstwa Pei Songzhi (372–451); komentarz, równie długi jak ona sama, uzupełnia suchą narrację historyczną o anegdoty i opisy postaci. Taki podział, na opisy faktów i osobne anegdoty, stał się standardem w późniejszych dziełach historycznych, w odróżnieniu od praktyki Sima Qiana, który wplatał anegdoty w tekst, używając ich do podkreślenia swoich tez.